# 4421 Kayor
4421 Kayor eller 1942 AC är en asteroid i huvudbältet, som upptäcktes 14 januari 1942 av den tyske astronomen Karl Wilhelm Reinmuth i Heidelberg. Den har fått sitt namn efter G. V. Williams föräldrar.
Asteroiden har en diameter på ungefär 9 kilometer.